# Orthomus dilaticollis
Orthomus (Nesorthomus) dilaticollis – gatunek chrząszcza z rodziny biegaczowatych i podrodziny Pterostichinae.

## Taksonomia
Gatunek ten został opisany w 1854 roku przez Thomasa Vernona Wollastona jako Argutor dilaticollis.

## Opis
Ciało brązowawe, błyszczące, poniżej 12 mm długości. Górna część tylnej ⅓ pokryw spłaszczona. Golenie środkowej pary odnóży o tylnej połowie wewnętrznej krawędzi z wyraźnym rozszerzeniem. Golenie odnóży tylnych proste i o nierozszerzonej krawędzi wewnętrznej w tylnej ⅓ swojej długości.

## Rozprzestrzenienie
Chrząszcz ten jest endemitem portugalskiej Madery.